# العلاقات البحرينية المولدوفية
العلاقات البحرينية المولدوفية هي العلاقات الثنائية التي تجمع بين البحرين ومولدوفا.

## مقارنة بين البلدين
هذه مقارنة عامة ومرجعية للدولتين:
| وجه المقارنة                                              | البحرين       | مولدوفا                           |
| --------------------------------------------------------- | ------------- | --------------------------------- |
| المساحة (كم2)                                             | 765           | 33.85 ألف                         |
| عدد السكان (نسمة)                                         | 1.49 مليون    | 2.55 مليون                        |
| الكثافة السكانية (ن./كم²)                                 | 194.77 ألف    | 75.33                             |
| العاصمة                                                   | المنامة       | كيشيناو                           |
| اللغة الرسمية                                             | اللغة العربية | اللغة المولدوفية، اللغة الرومانية |
| العملة                                                    | دينار بحريني  | ليو مولدوفي                       |
| الناتج المحلي الإجمالي (بليون دولار)                      | 35.31 مليار   | 8.13 مليار                        |
| الناتج المحلي الإجمالي (تعادل القوة الشرائية) بليون دولار | 64.16 مليار   | 17.94 مليار                       |
| الناتج المحلي الإجمالي الاسمي للفرد دولار أمريكي          | 22.60 ألف     | 3.65 ألف                          |
| الناتج المحلي الإجمالي للفرد دولار أمريكي                 | 45.50 ألف     | 4.98 ألف                          |
| مؤشر التنمية البشرية                                      | 0.824         | 0.693                             |
| رمز المكالمات الدولي                                      | +973          | +373                              |
| رمز الإنترنت                                              | .bh           | .md                               |
| المنطقة الزمنية                                           | ت ع م+03:00   | ت ع م+02:00، ت ع م+03:00          |

## منظمات دولية مشتركة
يشترك البلدان في عضوية مجموعة من المنظمات الدولية، منها:
| علم المنظمة | اسم المنظمة                               | تاريخ انضمام البحرين | تاريخ انضمام مولدوفا |
| ----------- | ----------------------------------------- | -------------------- | -------------------- |
|             | يونسكو                                    | 18 يناير 1972        | 27 مايو 1992         |
|             | وكالة ضمان الاستثمار متعدد الأطراف        | 12 أبريل 1988        | 9 يونيو 1993         |
|             | الأمم المتحدة                             | 21 سبتمبر 1971       | 2 مارس 1992          |
|             | الفريق المعني برصد الأرض                  | ?                    | ?                    |
|             | الاتحاد البريدي العالمي                   | ?                    | ?                    |
|             | البنك الدولي للإنشاء والتعمير             | 15 سبتمبر 1972       | 12 أغسطس 1992        |
|             | الاتحاد الدولي للاتصالات                  | 1975                 | 20 أكتوبر 1992       |
|             | منظمة حظر الأسلحة الكيميائية              | ?                    | ?                    |
|             | مؤسسة التمويل الدولية                     | 22 سبتمبر 1995       | 10 مارس 1995         |
|             | المركز الدولي لتسوية المنازعات الاستشارية | 15 مارس 1996         | 4 يونيو 2011         |
|             | منظمة التجارة العالمية                    | ?                    | ?                    |
|             | منظمة الشرطة الجنائية الدولية             | ?                    | ?                    |

## وصلات خارجية
- موقع وزارة الخارجية البحرينية
- موقع وزارة الخارجية المولدوفية